# Compsothraupis loricata
Tangará-de-garganta-escarlate, tiê-caburé ou carretão (Compsothraupis loricata) é uma espécie brasileira de ave passeriforme da família Thraupidae. Tais aves possuem coloração negro-azulada, mas os machos, mais epecificiamente, possuem uma placa escarlate no meio da garganta e do papo. Também são conhecidas pelos nomes de azulão, boiadeiro, espanta-vaqueiro, guaxe, papa-enxu, tejo, tiê-caburé, tiê-de-peito-vermelho e vaqueiro.